# Operator CNC
Operatorii C.N.C lucrează în firmele ce se ocupă cu prelucrarea lemnului, dotate cu mașini-unelte cu comandă numerică și/sau centre de prelucrare cu comandă numerică pentru meseria de operator C.N.C. Operatorul la mașini-unelte cu comandă numerică în prelucrarea lemnului aplică cunoștințe specifice privind utilizarea echipamentului electronic, selectând cu atenție programele, aplică proceduri de calitate și respectă normele de protecție a muncii.

## Activitatea de operator C.N.C
Meseria de operator C.N.C include o serie de activități specifice precum: 

- operarea și supravegherea funcționării MUCN/CNC pentru prelucrare;
- repere din lemn masiv: operații de prelucrare mecanică de frezare, burghire, cepuire, strunjire;[2]
- panouri: debitare și operații de prelucrare mecanică pe fețe și canturi prin burghire, frezare;
- aprovizionarea locului de muncă cu materii prime;
- aprovizionarea locului de muncă cu CDV-uri: discuri, freze, burghie, verificatoare fixe tip tampon și potcoavă, verificatoare limitative, dispozitive de fixare.

## Cum te autorizezi ca operator C.N.C
Meseria de operator C.N.C implică deținerea unei calificări. Pentru a te califica în meseria de operator C.N.C se pot urma cursuri de calificare. Calificarea se referă la pregătirea profesională într-un domeniu anume și încheierea unui act adițional la contractul individual de muncă  Calificarea se obține în urma unor cursuri de calificare sau a unei evaluări a competențelor. În urma acestor cursuri se eliberează o diplomă sau un certificat, recunoscute de Ministerul Muncii și Ministerul Educației, prin care cursantul poate face dovada cunoștințelor în domeniul studiat. Aceste acte doveditoare sunt recunoscute la nivel național și în Uniunea Europeană. Calificarea profesioanală permite poziționarea ca specialist pe piața muncii într-o anumită arie de activitate.
Competențele profesionale se obțin: 

- pe cale formală, prin acumulare de competențe în clasă. Metoda presupune participarea la programele de formare profesională organizate de un furnizor de formare profesională autorizat de ANC, în urma căruia se primește un Certificat de Calificare [5];
- pe cale nonformală, prin studiu individual, cursuri online și acumularea experienței în domeniul de interes. Dacă urmezi un curs online vei primi o Diplomă de absolvire. Dacă ai deja experiență, atunci poți aplica pentru evaluarea competențelor profesionale, în urma căreia vei primi un Certificat de Competențe Profesionale.

Pentru înscrierea la cursurile de calificare se recomandă o grijă aparte în alegerea furnizorului de servicii. Firmele trebuie să funcționeze ca entități juridice autorizate de Ministerul Muncii, Ministerul Educației Arhivat în 26 iunie 2015, la Wayback Machine. și ANC Arhivat în 26 iunie 2015, la Wayback Machine.. În caz contrar, nu se pot elibera certificate recunoscute național și internațional.
Dosarului de înscriere pentru participarea la cursurile de calificare trebuie să cuprindă: 
- copie după actul de identitate
- copie după certificatul de naștere
- copie după certificatul de căsătorie
- copie act de studii [6]

Se recomandă o atenție deosebită în alegerea furnizorului de astfel de servicii de calificare. Firmele trebuie să funcționeze ca entități certificate de Ministerul Muncii și Ministerul Educației. Fără această recunoaștere din partea statului, firmele nu vor putea să elibereze certificate recunoscute național și internațional